# Pseudococcus edgeworthiae
Pseudococcus edgeworthiae är en insektsart som först beskrevs av Cockerell 1897.  Pseudococcus edgeworthiae ingår i släktet Pseudococcus och familjen ullsköldlöss. Inga underarter finns listade i Catalogue of Life.